# Ленгерих (Вестфален)
Ленгерих (њем. Lengerich) град је у њемачкој савезној држави Северна Рајна-Вестфалија. Једно је од 24 општинска средишта округа Штајнфурт. Према процјени из 2010. у граду је живјело 22.355 становника. Посједује регионалну шифру (AGS) 5566040, NUTS (DEA37) и LOCODE (DE LCH) код.

## Географски и демографски подаци
Ленгерих се налази у савезној држави Северна Рајна-Вестфалија у округу Штајнфурт. Град се налази на надморској висини од 80 метара. Површина општине износи 90,8 km². У самом граду је, према процјени из 2010. године, живјело 22.355 становника. Просјечна густина становништва износи 246 становника/km².

## Међународна сарадња
| Мјесто | Држава | Врста сарадње | Од    |
| ------ | ------ | ------------- | ----- |
|        | САД    | партнерство   | 1994. |
|        | Пољска | партнерство   | 1996. |
| Извор  |        |               |       |